# Сервилия (опера)
Сервилия — опера в пяти действиях Николая Римского-Корсакова. Либретто написано композитором на основе одноимённой драмы Льва Мея.
Премьера состоялась в Мариинском театре 1 (14) октября 1902 года (дирижёр Феликс Блуменфельд) и выдержала семь представлений.
Традиционно считается, что «Сервилия» не принадлежит к числу удачных произведений композитора, в частности, из-за слабости исходной пьесы Л. Мея. Это единственная опера Римского-Корсакова, которая на протяжении XX века ни разу не была записана (за исключением некоторых фрагментов, записанных в 1949 году в исполнении О. Пиотровской, Г. Нэлеппа и П. Лисициана и оркестра Всесоюзного радио под управлением О. Брона). В советское время была исполнена только однажды — в 1944 году оперным ансамблем ВТО — в том числе из-за нежелательности постановок в СССР произведения с финалом, провозглашающим торжество христианской веры (даже содержание оперы в сборниках оперных либретто было сильно сокращено).
15 апреля 2016 года состоялась премьера оперы в Камерном Музыкальном театре им. Б. Покровского (реж. О. Иванова, дирижёр Г. Рождественский). По словам музыковеда Л. Кириллиной, «воскрешение „Сервилии“ — историческое событие, но оно ценно не только в качестве исправления несправедливости, а как знак того, что русский музыкальный театр дорос до зрелого понимания этой удивительной оперы». В том же году Г. Рождественским была осуществлена полная запись оперы.

## Действующие лица
- Софоний Тигеллин, префект преторианцев — бас
- Тразея Пет, сенатор — тенор
- Соран Барса, сенатор — бас
- Паконий Агриппин, сенатор — бас
- Гельвидий Приск, сенатор — бас
- Монтан, сенатор — тенор
- Валерий Арулен Рустик, народный трибун — тенор
- Эгнатий, вольноотпущенник сенатора Сорана — баритон
- Фульциний Афер, горожанин — тенор
- Авидий Гиспо, горожанин — бас
- Цест, горожанин — бас
- Велокс, горожанин — бас
- Мелла, горожанин — тенор
- Старик — бас
- Претор — бас
- Глашатай — тенор
- Центурион — бас
- Раб — тенор
- Сервилия, дочь сенатора Сорана — сопрано
- Антония, кормилица Сервилии — меццо-сопрано
- Локуста, волшебница — меццо-сопрано
- Неволея, невольница Локусты — сопрано
- Призрак — меццо-сопрано
- Продавец поленты, мальчик — меццо-сопрано
- Девочка-цветочница — сопрано.

Сенаторы, трибуны, жрецы, канефоры, писцы, преторианцы, гладиаторы, музыканты и музыкантши, певцы, плясуньи, рабы, невольницы, прохожие, народ.

## Сюжет
Действие происходит в Риме в 67 году н. э (то есть, во времена правления императора Нерона). В центре сюжета — судьба оппозиционных сенаторов Тразеи и Сорана, а также дочери Сорана — Сервилии. В Сервилию влюблён бывший раб её отца германец Эгнатий. Он плетёт интриги, в результате которых Тразею и Сорана обвиняют в измене. Встретившись с Сервилией, Эгнатий предлагает девушке сделку: свобода сенаторов в обмен на согласие стать его женой. Сервилия с негодованием отказывается, тогда Эгнатий даёт ей время на размышление и запирает. Девушку спасает рабыня-христианка, после чего Сервилия сама обретает веру в единого Бога. Суд приговаривает Тразею и Сорана к вечному изгнанию, а дочь Сорана отдаёт на поруки Эгнатию. Жених Сервилии трибун Валерий накладывает на решение вето, однако влюблённым не суждено быть вместе — Сервилия умирает, призывая Валерия также обратиться в христианскую веру. Потрясённый Эгнатий, а вслед за ним и народ славят единого Бога.